# Donny Gorter
Donny Gorter est un footballeur néerlandais, né le 15 juin 1988 à Sint Willebrord aux Pays-Bas. Il évolue actuellement à l'ADO La Haye comme arrière latéral ou milieu offensif.

## Palmarès
- AZ Alkmaar
  - Coupe des Pays-Bas :
    - Vainqueur (1) : 2013